# Liste der olympischen Medaillengewinner aus Haiti
Das Comité Olympique Haïtien wurde 1914 gegründet und 1924 vom Internationalen Olympischen Komitee aufgenommen.

## Medaillenbilanz
Bislang konnten acht Sportler aus Haiti zwei olympische Medaillen erringen (1 × Silber, 1 × Bronze).
| Haiti bei den Olympischen Sommerspielen                                        | Haiti bei den Olympischen Sommerspielen | Haiti bei den Olympischen Sommerspielen | Haiti bei den Olympischen Sommerspielen | Haiti bei den Olympischen Sommerspielen | Haiti bei den Olympischen Sommerspielen |      | Haiti bei den Olympischen Winterspielen | Haiti bei den Olympischen Winterspielen | Haiti bei den Olympischen Winterspielen | Haiti bei den Olympischen Winterspielen | Haiti bei den Olympischen Winterspielen | Haiti bei den Olympischen Winterspielen |
| Jahr                                                                           | Gold                                    | Silber                                  | Bronze                                  | Gesamt                                  | Rang                                    | Jahr | Gold                                    | Silber                                  | Bronze                                  | Gesamt                                  | Rang                                    |                                         |
| 1900                                                                           | 0                                       | 0                                       | 0                                       | 0                                       |                                         |      |                                         |                                         |                                         |                                         |                                         |                                         |
| 1904                                                                           | –                                       | –                                       | –                                       | –                                       | –                                       |      |                                         |                                         |                                         |                                         |                                         |                                         |
| 1908                                                                           | –                                       | –                                       | –                                       | –                                       | –                                       |      |                                         |                                         |                                         |                                         |                                         |                                         |
| 1912                                                                           | –                                       | –                                       | –                                       | –                                       | –                                       |      |                                         |                                         |                                         |                                         |                                         |                                         |
| 1920                                                                           | –                                       | –                                       | –                                       | –                                       | –                                       |      |                                         |                                         |                                         |                                         |                                         |                                         |
| 1924                                                                           | 0                                       | 0                                       | 1                                       | 1                                       | 23                                      |      | 1924                                    | –                                       | –                                       | –                                       | –                                       | –                                       |
| 1928                                                                           | 0                                       | 1                                       | 0                                       | 1                                       | 30                                      |      | 1928                                    | –                                       | –                                       | –                                       | –                                       | –                                       |
| 1932                                                                           | 0                                       | 0                                       | 0                                       | 0                                       |                                         |      | 1932                                    | –                                       | –                                       | –                                       | –                                       | –                                       |
| 1936                                                                           | –                                       | –                                       | –                                       | –                                       | –                                       |      | 1936                                    | –                                       | –                                       | –                                       | –                                       | –                                       |
| 1948                                                                           | –                                       | –                                       | –                                       | –                                       | –                                       |      | 1948                                    | –                                       | –                                       | –                                       | –                                       | –                                       |
| 1952                                                                           | –                                       | –                                       | –                                       | –                                       | –                                       |      | 1952                                    | –                                       | –                                       | –                                       | –                                       | –                                       |
| 1956                                                                           | –                                       | –                                       | –                                       | –                                       | –                                       |      | 1956                                    | –                                       | –                                       | –                                       | –                                       | –                                       |
| 1960                                                                           | 0                                       | 0                                       | 0                                       | 0                                       |                                         |      | 1960                                    | –                                       | –                                       | –                                       | –                                       | –                                       |
| 1964                                                                           | –                                       | –                                       | –                                       | –                                       | –                                       |      | 1964                                    | –                                       | –                                       | –                                       | –                                       | –                                       |
| 1968                                                                           | –                                       | –                                       | –                                       | –                                       | –                                       |      | 1968                                    | –                                       | –                                       | –                                       | –                                       | –                                       |
| 1972                                                                           | 0                                       | 0                                       | 0                                       | 0                                       |                                         |      | 1972                                    | –                                       | –                                       | –                                       | –                                       | –                                       |
| 1976                                                                           | 0                                       | 0                                       | 0                                       | 0                                       |                                         |      | 1976                                    | –                                       | –                                       | –                                       | –                                       | –                                       |
| 1980                                                                           | –                                       | –                                       | –                                       | –                                       | –                                       |      | 1980                                    | –                                       | –                                       | –                                       | –                                       | –                                       |
| 1984                                                                           | 0                                       | 0                                       | 0                                       | 0                                       |                                         |      | 1984                                    | –                                       | –                                       | –                                       | –                                       | –                                       |
| 1988                                                                           | 0                                       | 0                                       | 0                                       | 0                                       |                                         |      | 1988                                    | –                                       | –                                       | –                                       | –                                       | –                                       |
| 1992                                                                           | 0                                       | 0                                       | 0                                       | 0                                       |                                         |      | 1992                                    | –                                       | –                                       | –                                       | –                                       | –                                       |
| 1996                                                                           | 0                                       | 0                                       | 0                                       | 0                                       |                                         |      | 1994                                    | –                                       | –                                       | –                                       | –                                       | –                                       |
| 2000                                                                           | 0                                       | 0                                       | 0                                       | 0                                       |                                         |      | 1998                                    | –                                       | –                                       | –                                       | –                                       | –                                       |
| 2004                                                                           | 0                                       | 0                                       | 0                                       | 0                                       |                                         |      | 2002                                    | –                                       | –                                       | –                                       | –                                       | –                                       |
| 2008                                                                           | 0                                       | 0                                       | 0                                       | 0                                       |                                         |      | 2006                                    | –                                       | –                                       | –                                       | –                                       | –                                       |
| 2012                                                                           | 0                                       | 0                                       | 0                                       | 0                                       |                                         |      | 2010                                    | –                                       | –                                       | –                                       | –                                       | –                                       |
| 2016                                                                           | 0                                       | 0                                       | 0                                       | 0                                       |                                         |      | 2014                                    | –                                       | –                                       | –                                       | –                                       | –                                       |
| 2020                                                                           | 0                                       | 0                                       | 0                                       | 0                                       |                                         |      | 2018                                    | –                                       | –                                       | –                                       | –                                       | –                                       |
| 2024                                                                           | 0                                       | 0                                       | 0                                       | 0                                       |                                         |      | 2022                                    | –                                       | –                                       | –                                       | –                                       | –                                       |
| Gesamt                                                                         | 0                                       | 1                                       | 1                                       | 2                                       |                                         |      | Gesamt                                  | 0                                       | 0                                       | 0                                       | 0                                       |                                         |
| \| \| Gold \| Silber \| Bronze \| Gesamt \| \| Ges. S+W \| 0 \| 1 \| 1 \| 2 \| |                                         |                                         |                                         |                                         |                                         |      |                                         |                                         |                                         |                                         |                                         |                                         |
|                                                                                | Gold                                    | Silber                                  | Bronze                                  | Gesamt                                  |                                         |      |                                         |                                         |                                         |                                         |                                         |                                         |
| Ges. S+W                                                                       | 0                                       | 1                                       | 1                                       | 2                                       |                                         |      |                                         |                                         |                                         |                                         |                                         |                                         |

## Medaillengewinner
- Ludovic Augustin – Schießen (0-0-1)
Paris 1924: Bronze, Freies Gewehr, Mannschaft, Männer
- Silvio Cator – Leichtathletik (0-1-0)
Amsterdam 1928: Silber, Weitsprung, Männer
- Destin Destine – Schießen (0-0-1)
Paris 1924: Bronze, Freies Gewehr, Mannschaft, Männer
- Eloi Metullus – Schießen (0-0-1)
Paris 1924: Bronze, Freies Gewehr, Mannschaft, Männer
- Astrel Rolland – Schießen (0-0-1)
Paris 1924: Bronze, Freies Gewehr, Mannschaft, Männer
- Ludovic Valborge – Schießen (0-0-1)
Paris 1924: Bronze, Freies Gewehr, Mannschaft, Männer